# Nikanor (Anfiłatow)
Nikanor, imię świeckie Nikołaj Nikołajewicz Anfiłatow (ur. 23 lutego 1970 w Biełowie) – rosyjski biskup prawosławny.

## Życiorys
Pochodzi z rodziny robotniczej. Ukończył studia w instytucie gospodarstwa wiejskiego w Nowosybirsku, gdzie studiował w latach 1987–1992 z przerwą na odbycie służby wojskowej (1988–1989). Po uzyskaniu dyplomu wyjechał do Iżewska i tam 7 kwietnia 1992 przyjął święcenia diakońskie z rąk biskupa iżewskiego i udmurckiego Palladiusza. Służył w soborze św. Jerzego w Głazowie. 5 grudnia 1993 złożył wieczyste śluby mnisze przed arcybiskupem Palladiuszem, przyjmując imię zakonne Nikanor. Święcenia kapłańskie przyjął z rąk arcybiskupa iżewskiego Mikołaja dwa dni później. Począwszy od stycznia 1994 służył w katedralnym soborze św. Aleksandra Newskiego w Iżewsku. We wrześniu tego samego roku został proboszczem cerkwi Świętych Piotra i Pawła w Tyławył-Pełdze, zaś w październiku – parafii Świętych Konstantyna i Heleny w Siełcie.
W roku następnym przeszedł do służby duszpasterskiej w eparchii jużnosachalińskiej, gdzie służył w katedralnym soborze Zmartwychwstania Pańskiego w Jużnosachalińsku. W 1996 został dodatkowo proboszczem parafii św. Pantelejmona w Siniegorju. W maju 1997 przeniesiono go na analogiczne stanowisko w parafii św. Innocentego w Jużnosachalińsku, zaś w sierpniu tego samego roku został proboszczem soboru w Jużnosachalińsku.
Od marca 2001 służył w eparchii krasnojarskiej jako proboszcz parafii św. Eudokii w Sizaju. Równolegle podjął w trybie zaocznym naukę teologii w seminarium duchownym w Moskwie (dyplom uzyskał w 2008), a następnie na Kijowskiej Akademii Duchownej, którą ukończył w 2012. Od 2008 był przełożonym monasteru Przemienienia Pańskiego w Jenisejsku, w 2009 otrzymał godność ihumena.
W 2010 mianowano go proboszczem parafii przy katedralnym soborze Zaśnięcia Matki Bożej w Jenisejsku, nadal kierując monasterem w tym samym mieście.
30 maja 2014 Święty Synod Rosyjskiego Kościoła Prawosławnego nominował go na biskupa jenisejskiego i lesosibirskiego. W związku z tą nominacją 5 czerwca 2014 otrzymał godność archimandryty. Jego chirotonia biskupa odbyła się 22 czerwca 2014 w soborze katedralnym w Tobolsku pod przewodnictwem patriarchy moskiewskiego i całej Rusi Cyryla. W 2018 r. został przeniesiony na urząd ordynariusza nowo utworzonej eparchii minusińskiej. W 2021 r. został przeniesiony ponownie, obejmując urząd biskupa jużnosachalińskiego i kurylskiego. 24 kwietnia 2021 r. otrzymał godność arcybiskupa.